# Stoelen stoelen!
Stoelen stoelen! is de tweede single van André van Duin. Het verscheen bij Philips Records. Aangezien Stoelen stoelen! net als haar voorganger geen hit(je) werd, zegde Philips Records het contract op. Na dit plaatje werd het vijf jaar stil op singlegebied van Van Duin. Van Duin spendeerde zijn tijd in revues en televisieprogramma's zoals Een avondje tv met André. Hij was voorts te zien in de Snip en Snaprevue.
A-kant Stoelen, stoelen! is een cover van Wooly bully, geschreven door Domingo Samudio. Hij schreef het voor zijn eigen bandje Sam the Sham & the Pharaohs (Sam the Sham is Domingo Samudio). Het werd voorzien van een nieuwe Nederlandse tekst door Peter Cirkel, zijnde Gerrit den Braber.
Moet ik lopen? is een cover van She's about a mover geschreven door Doug Sahm en beroemd gemaakt door het Sir Douglas Quintet. Ook dat lied werd voorzien van een Nederlandse tekst door Den Braber.